# 利蘭 (密歇根州)
利蘭（英語：Leland）是位於美國密歇根州利勒諾縣利蘭鎮區的一個普查規定居民點。

## 人口
根據2020年美國人口普查的數據，利蘭的面積為2.58平方千米，當中陸地面積為2.53平方千米，而水域面積為0.05平方千米。當地共有人口410人，而人口密度為每平方千米158.91人。